# Орешња
Орешња (алб. Oreshnjë) је насељено место у општини Булћиза у округу Дибер, Албанија. Према попису из 1989. године био је 301 становник. Орешња припада области Голо брдо.